# HMS Sussex (1693)
HMS Sussex (Сассекс) — британський 80-гарматний трищогловий вітрильний лінійний корабель кінця 17 століття, який затонув під час сильного шторму 1 березня 1694 року біля Гібралтару. На борту було 10 тонн золотих монет, загальною вартістю понад 500 доларів мільйонів, включаючи злитки та античні цінності.

## Історія служби
Сассекс був спущений на воду на верфі Чатем 11 квітня 1693 року. Він був флагманом флоту адмірала сера Френсіса Велера. 27 грудня 1693 року судно відплило з Портсмута, супроводжуючи флот з 48 військових та 166 торгових кораблів до Середземного моря.
Після короткої зупинки в Кадісі флот увійшов до Середземного моря. 27 лютого біля Гібралтарської протоки флотилію застала сильна буря обрушилася на флотилію і рано вранці третього дня Сассекс затонув. З 500 осіб екіпажів на борту вижило лише двоє матросів.
Встановити точну причину катастрофи не вдалося, але, наймовірніше, судно затонуло через недоліки конструкції. Воно було нестабільним, тому, що мало дві палуби, а для такого типу суден потрібно було три палуби.
Крім Сассекса, затонуло ще 12 кораблів флоту. Всього загинуло приблизно 1200 осіб.

## Полювання за скарбами
У період між 1998 і 2001 роками американська компанія Odyssey Marine Exploration шукала Сассекс і заявила, що виявила місце корабельної аварії на глибині 800 метрів.
У жовтні 2002 року «Odyssey» підписав угоду з британським урядом, щодо формули розподілу потенційної здобичі. «Odyssey» отримала б 80 відсотків здобичі, якщо вартість скарбу становитиме до 45 млн доларів, 50 відсотків з 45 до 500 млн доларів та 40 відсотків, якщо скарб вартуватиме понад 500 млн доларів. Решту отримав би британський уряд.
Американці були готові розпочати розкопки в 2003 році, але вони були відкладені, через протести деяких археологічних орагнізацій та іспанського уряду.